# Queen City (Iowa)
Pour les articles homonymes, voir Queen City.
Queen City est une ville fantôme, du comté d'Adams en Iowa, aux États-Unis. Elle est située au nord-est de Corning. Elle est fondée en octobre 1857. La ville atteint environ 150 habitants, dans les années 1860. Elle décline lorsque Corning est choisie pour devenir une gare ferroviaire, en 1869 ainsi que le siège du comté, en 1872.

## Source de la traduction
- (en) Cet article est partiellement ou en totalité issu de l’article de Wikipédia en anglais intitulé « Queen City, Iowa » (voir la liste des auteurs).

Adams